# Bagdasarian Productions
La Bagdasarian Productions è una casa di produzione statunitense, fondata da Ross Bagdasarian il 20 febbraio 1961.
Principalmente nota per possedere i diritti di Alvin and the Chipmunks, l'azienda è attualmente gestita da Ross Bagdasarian Jr. e Janice Karman e ha prodotto in collaborazione molte serie, film, speciali oltre ad aver sporto svariate denunce per proteggere i suoi marchi.
Nel novembre 2021, è stato annunciato che la azienda e il franchise dei Chipmunks sono stati messi in vendita per 300 milioni di dollari e che la Paramount Global era un acquirente interessato.
Nel 2023 la Paramount acquista l'azienda.

## Denunce

### Principali
Universal Pictures (2000)
Nel 2000, la Bagdasarian Productions ha fatto causa alla Universal per 100 milioni di dollari. La Universal non aveva mantenuto la promessa di mettere i Chipmunks in film, video e parchi a divertimento. La Bagdasarian Production ha vinto la causa nel 2002.
Capitol Records (2008-2011)
La Bagdasarian Productions ha fatto causa alla Capitol Records per aver usato la musica di Alvin e i Chipmunks senza autorizzazione. L'accordo di licenza, che ha dato all'azienda il permesso per produrre e distribuire canzoni, fu firmato nel 1968 (4 anni prima della morte di Ross Bagdasarian Sr.) e non fu più visto fino al 2007. La causa sostiene che la Capitol ha guadagnato soldi sulla musica dei Chipmunks degli anni 70' in film, televisione, e altre venture nel linguaggio di violazione. Anche se la Capitol ha vinto la causa, la decisione fu invertita nel 2010 quando la Bagdasarian ha fatto ricorso. La corte d'appello ha ritenuto che la Capitol ha il diritto di registrare le canzoni.

#### 20th Century Fox(2010-2012)
La Bagdasarian Productions ha fatto causa per pagamenti associati con i contributi di Janice Karman allo script del film Alvin Superstar 2. Fox ha chiesto a Karman di riscrivere la sceneggiatura dopo che l'azienda non era soddisfatta con l'ultima bozza della scrittrice. Ha cercato il 50% dei profitti del film.

## Filmografia

### Televisione
- Alvin Show (1961-1962)
- Alvin rock 'n' roll (1983-1990)
- Alvinnn!!! e i Chipmunks (in collaborazione con Technicolor Animation) (2015-2023)

### Film
- Alvin Superstar (2007)
- Alvin Superstar 2 (2009)
- Alvin Superstar 3 (2011)
- Alvin Superstar - Nessuno ci può fermare (2015)